# William H. Ashley
William Henry Ashley (Contea di Powhatan, ca. 1778 – Boonville, 26 marzo 1838) è stato un esploratore statunitense, oltre che commerciante di pellicce, uomo di frontiera, mountain man, trapper, speculatore terriero e uomo politico.

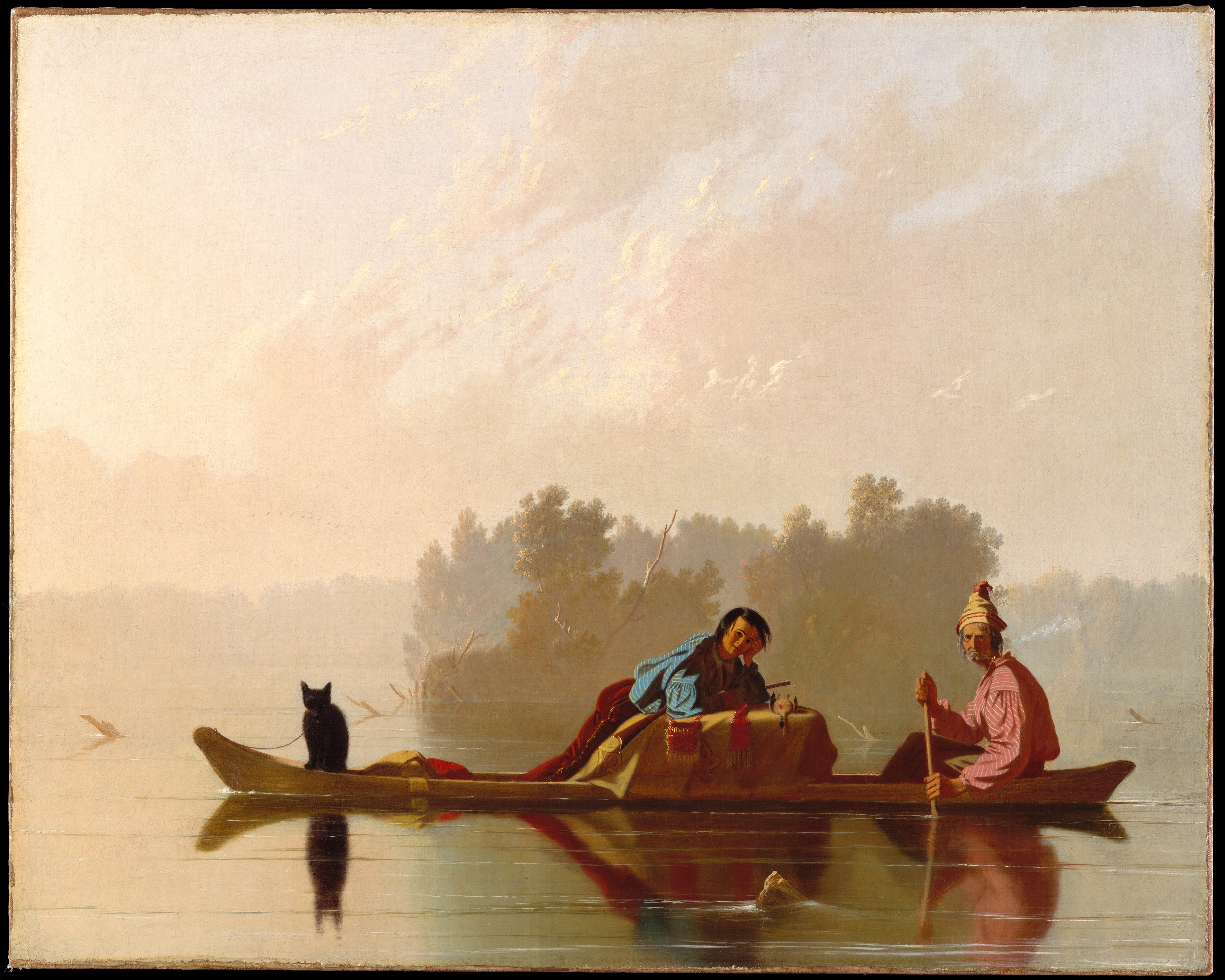
Commercianti di pellicce sul Missouri, dipinto di George C. Bingham (1845)

Ashley è anche noto per aver fondato nel 1822 a Saint Louis, con il socio Andrew Henry, la Rocky Mountain Fur Company, società impegnata nel commercio delle pellicce. Con le sue spedizioni su vasta scala egli accelerò l'esplorazione del West americano. Inoltre ebbe il merito di aver introdotto, in sostituzione delle tradizionali postazioni commerciali che erano state utilizzate fino ad allora, il sistema del rendezvous per far incontrare trapper e commercianti di pellicce.

## Biografia

### Primi anni
Originario della Virginia, William Ashley nel 1803 si trasferì a ovest, a Sainte-Geneviève, in quello che allora era il Territorio della Louisiana e che in seguito sarebbe diventato lo stato del Missouri. Nel 1808 si spostò a Saint Louis, dove guadagnò una piccola fortuna producendo, con l’amico e socio Andrew Henry, polvere da sparo e piombo. Durante la guerra anglo-americana del 1812, come ufficiale della milizia del Missouri, fu elevato al grado di generale di brigata, titolo che egli conservò orgogliosamente per tutta la vita. Nel 1821, quando il Missouri entrò a far parte degli Stati Uniti d'America come Stato federato, Ashley ne divenne il primo vice-governatore e mantenne quella carica fino al 1824.

### Esploratore e commerciante di pellicce

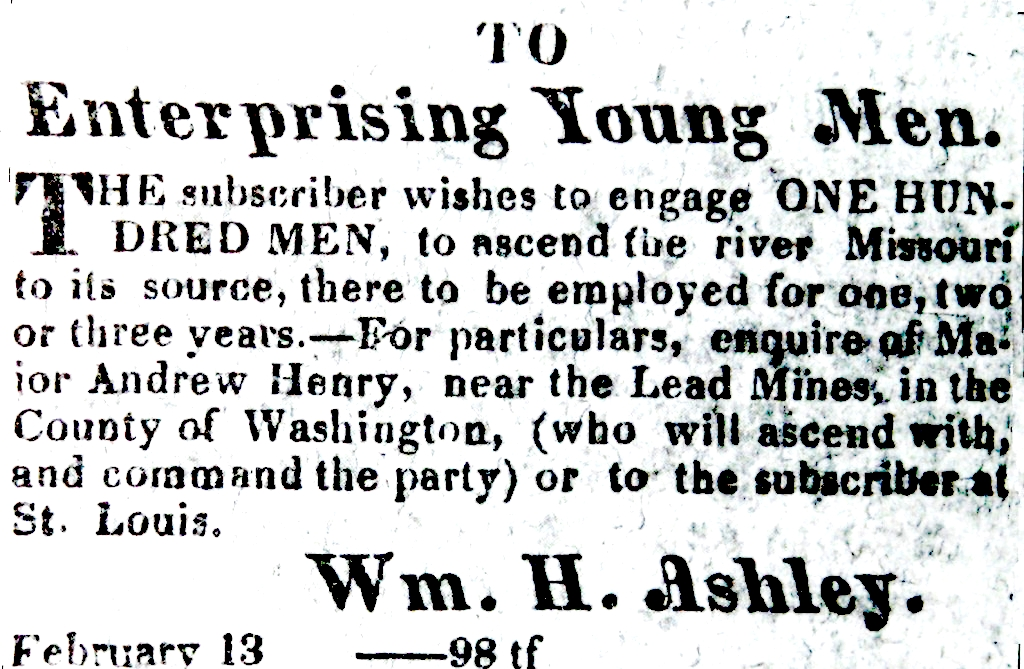
L'annuncio pubblicato da Ashley sulla Missouri Gazette di Saint Louis il 13 febbraio 1822

Il 13 febbraio 1822, Ashley pubblicò un annuncio sulla Missouri Gazette and Public Adviser e su altri giornali di Saint Louis, città che all'epoca era il centro più importante per il commercio delle pellicce sul Mississippi, per reclutare "100 giovani intraprendenti… che risalissero il fiume Missouri fino alla sua sorgente, dove verranno impiegati per uno, due o tre anni". Tra coloro che risposero a quell'annuncio c'erano i più famosi scout del West americano: Jedediah Smith, i fratelli Milton e William Sublette, Jim Bridger, Thomas Fitzpatrick, James Beckwourth e Hugh Glass, tutti uomini esperti e affidabili conosciuti da allora in poi come "Ashley's Hundred" (I cento di Ashley).
Tra il 1822 e il 1825 la Rocky Mountain Fur Company di Ashley e Henry effettuò diverse spedizioni di caccia ed estese esplorazioni sulle montagne occidentali. La prima spedizione partì da Saint Louis nel marzo del 1822 con tre barche lungo il fiume Missouri dirette a ovest. La prima barca, sotto il comando di Henry, giunse fino alla foce dello Yellowstone e in quella zona, attuale contea di McKenzie (Nord Dakota), costruì un postazione di rifornimento per i commercianti di pellicce che venne chiamata Fort Henry. La seconda imbarcazione ebbe un incidente subito dopo la partenza e affondò con tutte le provviste che aveva a bordo. Il gruppo di Ashley, che con la terza imbarcazione doveva ricongiungersi con gli uomini di Henry sullo Yellowstone, incontrò la fiera ostilità degli indiani Arikara che intendevano difendere il loro predominio su quella regione.
Ashley lasciò nuovamente Saint Louis nel marzo 1823 per una nuova spedizione e con una sufficiente quantità di rifornimenti. Il 2 giugno, mentre risaliva il fiume Missouri, vicino al confine tra Nord Dakota e Sud Dakota, una banda di guerrieri Arikara attaccò la spedizione.
Gli Arikara erano sul piede di guerra per l'attività svolta da Ashley e da Henry nel commercio locale di pellicce, che aumentava la concorrenza a discapito dei loro interessi. Più di 10 uomini di Ashley furono uccisi in quello scontro e due morirono in seguito. Ashley dovette ripiegare fino alla foce del fiume Cheyenne, località dove lui e i suoi uomini trovarono riparo fermandosi per un mese. In soccorso degli esploratori arrivò il colonnello Henry Leavenworth con un contingente composto da soldati e scout Sioux per condurre una spedizione punitiva contro gli Arikara, ma la campagna militare non ottenne i risultati sperati. La guerra con gli Arikira fu il primo conflitto militare tra gli Stati Uniti e le tribù indiane nell'ovest americano e, non essendo riuscita a rendere sicura quella regione, ebbe come immediata conseguenza la necessità di trovare rotte alternative verso ovest.

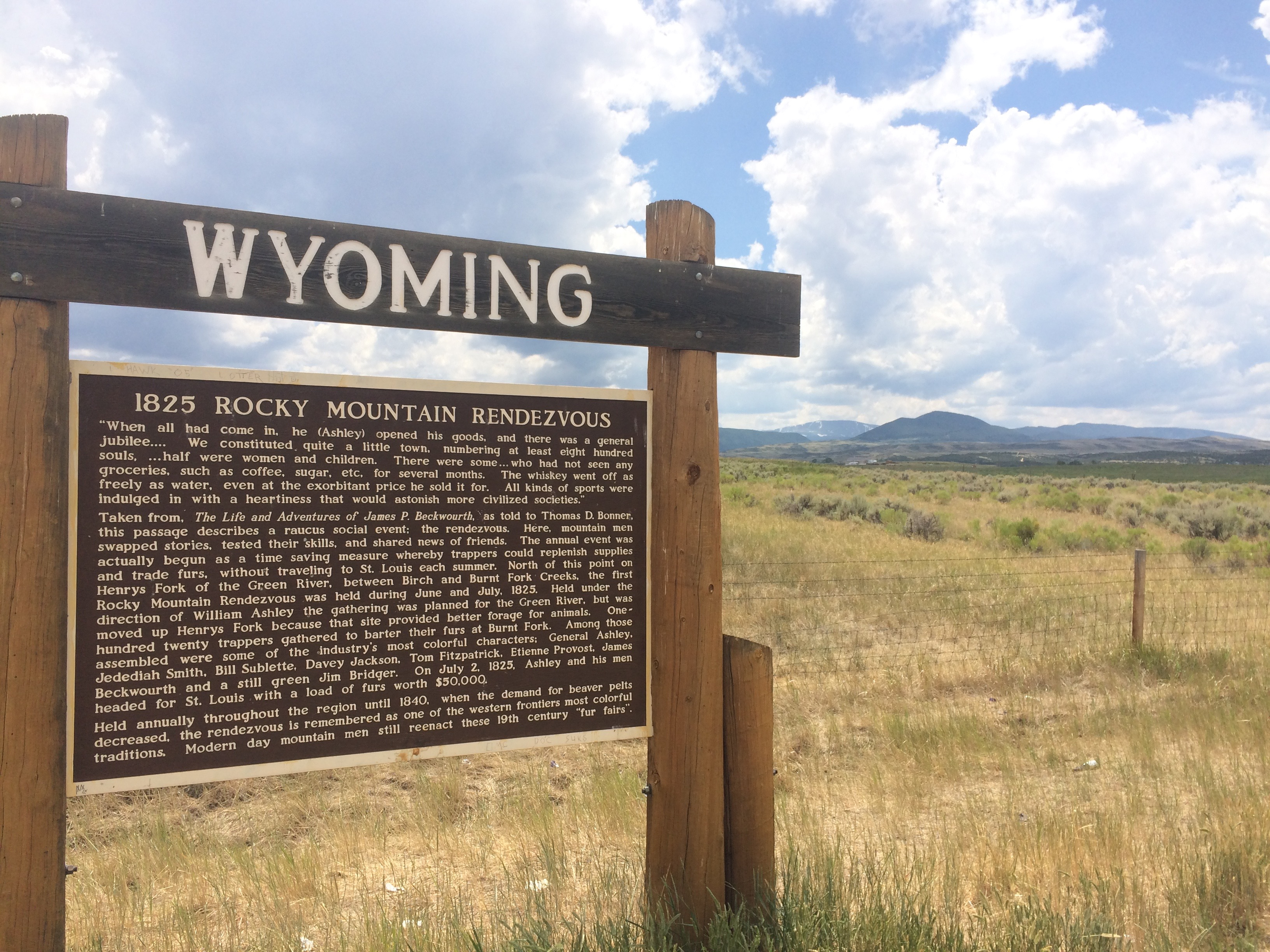
Targa storica in ricordo del primo rendezvous del 1825

L'anno successivo Ashley affidò a un gruppo dei suoi uomini, capitanati da Jedediah Smith, il compito di individuare un nuovo passaggio sulle Montagne Rocciose verso l'Oregon Country. La spedizione ebbe successo e al gruppo di Smith fu ufficialmente attribuita la scoperta del South Pass fatta nel marzo del 1824, passaggio che fu poi utilizzato per il percorso dell'Oregon Trail che portava verso la costa occidentale del Paese.
Ad Ashley va riconosciuto un altro grande merito. Fu grazie al suo intuito, infatti, che il commercio delle pellicce cambiò radicalmente. Egli diede vita a un appuntamento annuale, chiamato rendezvous, dove cacciatori di pellicce, commercianti e indiani potevano incontrarsi a fine stagione in un luogo predeterminato per vendere le loro pellicce e acquistare dalla sua Compagnia tutto ciò di cui avevano bisogno per una nuova stagione di caccia. Il primo di questi appuntamenti si tenne sull'Henry's Fork del Green River (nell'attuale Stato del Wyoming) nel luglio del 1825.
La soluzione ideata da Ashley si rivelò vincente, tanto da fargli guadagnare una grande quantità di danaro negli anni successivi, mentre per i trapper il rendezvous divenne un'occasione irrinunciabile, uno stile di vita. Era più di un semplice luogo di scambio e si trasformò presto in un festoso e chiassoso raduno dove i partecipanti si sbronzavano, facevano baldoria e raccontavano le loro storie.
Nel 1826, Ashley vendette la società a Jedediah Smith, William Sublette e David Jackson per dedicarsi alla politica, ma continuò a rifornire la Compagnia e a venderne le pellicce.

### Carriera politica
Malgrado avesse trascorso molti anni come uomo di frontiera tra rozzi trapper e mountain men, Ashley aveva conservato corporatura esile e i modi di un gentiluomo. Tutti gli riconoscevano doti di coraggio, passione e determinazione, qualità che lo agevolarono quando decise di dedicarsi nuovamente alla politica.
Dopo due tentativi falliti, nel 1831 fu eletto al Congresso per coprire un posto vacante per la morte di un membro della Camera dei rappresentanti (House of Representatives). Nel 1836 si presentò come candidato nell'elezione per governatore del Missouri, ma venne sconfitto da Frederick Bates. Fu invece rieletto due volte, sempre come membro della Camera bassa, prima di ritirarsi dalla politica nel marzo del 1837 quando fu costretto a prendere questa decisione a causa del suo cattivo stato di salute.

### Morte
Poiché la funzionalità polmonare, già fortemente compromessa dagli anni giovanili trascorsi sulle montagne, declinò rapidamente, nel tentativo di recuperare migliori condizioni fisiche, Ashley lasciò Saint Louis e si trasferì a casa del suocero a Boonville, nella contea di Cooper (Missouri). Sperava che il cambiamento di clima potesse giovargli, ma morì di polmonite il 26 marzo 1838. Fu sepolto in un tumulo indiano nella zona della contea di Cooper dove il fiume Lamine incrocia il Missouri.